# 博奥约
博奥约，是西班牙卡斯蒂利亚-莱昂阿维拉省的一个市镇。 总面积74km2, 总人口427人（2001年），人口密度6人/km2。